# Lycophidion namibianum
Lycophidion namibianum – gatunek niewielkiego, jajorodnego, niejadowitego węża należącego do rodziny Lamprophiidae.
Osobniki tego gatunku osiągają rozmiary od 30 do 40 centymetrów.
Występuje w Afryce Południowej – w południowo-zachodniej Angoli i północno-zachodniej Namibii.